# Tatepeira
Tatepeira is een geslacht van spinnen uit de  familie van de wielwebspinnen (Araneidae).

## Soorten
- Tatepeira carrolli Levi, 1995
- Tatepeira itu Levi, 1995
- Tatepeira stadelmani Levi, 1995
- Tatepeira tatarendensis (Tullgren, 1905)